# Ribare (Kruševac)
Pour les articles homonymes, voir Ribare.
Ribare (en serbe cyrillique : Рибаре) est un village de Serbie situé sur le territoire de la ville de Kruševac, district de Rasina. Au recensement de 2011, il comptait 593 habitants.
Un autre village du nom de Ribare est situé à proximité.

## Démographie

### Évolution historique de la population
| 1948  | 1953  | 1961  | 1971  | 1981  | 1991 | 2002 | 2011 |
| ----- | ----- | ----- | ----- | ----- | ---- | ---- | ---- |
| 1 097 | 1 180 | 1 177 | 1 054 | 1 069 | 914  | 69   | 593  |

|  |